# Fedele Fischetti
Pour les articles homonymes, voir Fischetti.
Fedele Fischetti Gioffredo ou Coffredo, né le 30 mars 1732 à Naples et mort le 25 janvier 1792 à Naples, est un peintre italien qui fut actif au royaume de Naples. Comme tant d'artistes de son époque, il était spécialisé dans les scènes mythologiques, allégoriques ou religieuses.

## Biographie
Fedele Fischetti se marie en 1753 avec Maria Anna Borelli dont le père Gennaro est peintre et ce dernier lui apprend le métier. Il commence sa carrière en décorant des objets, comme des cercueils ou des carrosses, puis il devient célèbre en décorant des églises ou des demeures nobiliaires.   
Tout au long de sa période de jeunesse, Fischetti est influencé par le classicisme romain de Pompeo Batoni, qu'il a cependant interprété en fonction des besoins décoratifs typiques de la tradition de peinture locale. Cette relation marquée avec la tradition picturale romaine semble appuyer l'hypothèse d'un voyage d'études à Rome, selon une pratique répandue depuis le milieu du siècle mais aucun élément à ce jour ne confirme cette probabilité.  
Les premiers travaux napolitains de Fischetti sont réalisés pour la basilique du Spirito Santo ou l'on peut observer, dans la première chapelle à gauche, une Présentation au Temple (1760) et surtout deux grands tableaux représentant la Chute de Saül et la Chute de Simon le Mage datés tous les deux de 1759. Ces deux tableaux sont probablement une réinterprétation des fresques de Francesco Solimena pour la décoration de la sacristie de la basilique San Paolo Maggiore, située seulement à quelques centaines de mètres
Parfois, son second nom de famille Gioffredo (Coffredo ou Goffredo) est ajouté sur ses signatures de tableaux. C'est le cas sur le tableau de la Chute de Saül (signé Fischetti Gioffredo) et dans un rapport du 29 août 1767, le directeur de la Manufacture de Tapisseries de Naples, à l'occasion de la réalisation des modèles de tapisseries illustrant Les histoires de Don Quichotte pour le Palais royal de Caserte, cite Fischetti sous le nom de Fedele Fischetti Coffredo. 
Fischetti produit dans ses années de jeunesse une Nativité de la Vierge (1760) pour l'église Santa Maria in Portico de Naples.  
En 1763, Fischetti peint sept toiles, toutes aujourd'hui disparues, pour la salle d'audience du nouveau « siège de Porto », qui représentent des épisodes de l'histoire romaine. La même année, il exécute une grande toile représentant la Sainte Famille pour l'église Santa Teresa à Benevento en Campanie. 
Lors de l'agrandissement de l'église napolitaine de Santa Caterina da Siena, Fischetti reçoit entre 1765 et 1767 la commande de la fresque du plafond de la nef ou il peint une Sainte Catherine en Gloire, avec présent à ses côtés la Trinité, la Vierge, Saint Dominique et d'autres Saints dominicains. En bout de fresque, l'artiste ajoute deux carrés peints représentant des épisodes de la vie de la Sainte. De chaque côté de la nef, il peint six lunettes représentant les vertus théologales et cardinales qui correspondent aux six autels latéraux. Dans la tribune, galerie située au dessus des bas-côtés et ouverte sur la nef, il représente en cinq lunettes, un Dieu le Père et les quatre évangélistes. Il conclut son œuvre en peignant une huile sur toile représentant La Passion du Christ  placé dans la niche de la chapelle de la Crucifixion. De fortes affinités avec la vaste fresque qui décore, avec des épisodes des Actes d'Alphonse d'Aragon, l'extrémité extérieure de la voûte de la galerie du Palais Maddaloni de Naples, sont visibles dans ce cycle. En l'absence de datation, ce dernier travail peut être inscrit dans la période d'avant 1770. 
En 1767, Fedele Fischetti sera choisi par l'intendant de le Manufacture des Tapisseries de Naples pour seconder Giuseppe Bonito dans la réalisation de la décoration à fresques de quatre salles du palais royal de Caserte ; les plus connues de ces fresques sont celles des Trois Grâces dans la salle de bains de la reine Marie-Caroline, et celle du salon, peinte en collaboration avec Paolo Fabris. 
Entre 1767 et 1770, il a travaillé dans deux des chambres du cabinet au palais Gravina (it) à Naples, ou il sera engagé à nouveau en 1780 pour réaliser deux dessus de portes dont les fresques et linteaux sont aujourd'hui perdus. 
En 1770, il signera et datera une histoire de l'Archange Raphaël dans le couvent de l'Adoration à Portici. 
Parmi les palais que Fischetti a décorés, on peut distinguer le palais Cellamare (it) (fresque d'Apollon et les Muses, commandées par le prince Emanuele Imperiali di Francavilla) le palais Fondi, le palais Carafa di Maddaloni (résidence du prince Alphonse d'Aragon), le palais royal de Capodimonte, le palais royal de Carditello et le palais royal de Naples. 
Fischetti est également l'auteur des fresques de la salle à manger du Belvedere di San Leucio, construit pour le roi Charles de Bourbon dans la province de Caserte (Le Triomphe de Bacchus et Ariane, Scènes bacchiques, etc.); elles sont remarquées par Goethe.  
Un tableau célèbre de Fischetti est intitulé Le Triomphe de Lamba Doria, huile sur toile préparatoire à la grande fresque (1784) de la salle elliptique du palazzo Doria d'Angri; cette huile est conservée aujourd'hui à Londres au sein de la collection Agnew's. 
Son œuvre fait la transition avec le style néoclassique commençant à être en vogue à Naples. Le peintre Raffaele Gioia fait partie de son école.

## Notes et références

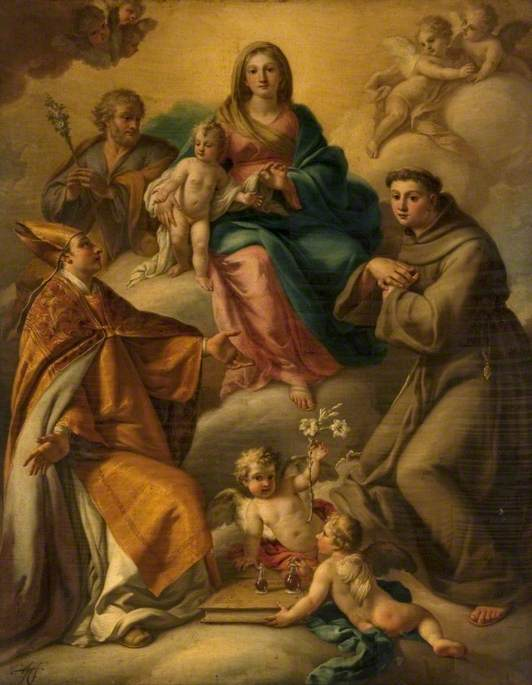
Sainte Famille avec saint Janvier et saint Antoine de Padoue, Glasgow Museums.